# 順慶区
順慶区（じゅんけい-く）は中華人民共和国四川省南充市に位置する市轄区。

## 地理
嘉陵江が高坪区との県境を流れている。

## 歴史
順慶の区名は1227年（宝慶3年）に果州が順慶府に昇格したことに由来する。1283年（至元20年）、元朝は順慶府を順慶路に昇格、明清代は順慶府とされた。
中華民国が成立すると1913年（民国2年）の府制廃止に伴い南充県が設置された。1949年、城区に県級の南充市が設置され、1993年の地級市としての南充市設置にともない県級の南充市は順慶区と改編され現在に至る。

## 行政区画
下部に11街道、6鎮、1郷を管轄する。
- 街道:北城街道、中城街道、西城街道、東南街道、舞鳳街道、華鳳街道、新建街道、和平路街道、荊渓街道、瀠渓街道、搬罾街道
- 鎮:共興鎮、金台鎮、芦渓鎮、李家鎮、双橋鎮、漁渓鎮
- 郷:新復郷

## 教育

### 大学
- 川北医学院（中国語版） [1]
- 西南石油大学（中国語版）（南充キャンパス）
- 西華師範大学（中国語版） [2]
- 西南交通大学希望学院（中国語版）（独立学院（中国語版））[3]
- 南充職業技術学院（中国語版）

## 交通
空港
- 南充高坪空港（中国語版）

鉄道
- 中国鉄路総公司
  - 中国鉄路成都局集団公司
    - 達成線（達州方面）- 南充駅（中国語版） -（成都方面）

道路
高速道路
- 滬蓉高速道路
- 蘭海高速道路（南武高速道路、南渝高速公路、成巴高速道路（中国語版）を兼ねる。四川省区間：甘粛省境-南充区間計画・建設中、南充-重慶区間開通済み。）
- 張南高速道路（中国語版）

国道
- G212国道

## 健康・医療・衛生
- 川北医学院附属医院 [4]
- 四川省広安市人民医院
- 順慶区人民医院